# Pendowokumpul
Pendowokumpul is een bestuurslaag in het regentschap Lamongan van de provincie Oost-Java, Indonesië. Pendowokumpul telt 1695 inwoners (volkstelling 2010).